# Acanthocephalus japonicus
Acanthocephalus japonicus is een soort haakworm uit het geslacht Acanthocephalus. De worm behoort tot de familie Echinorhynchidae. Acanthocephalus japonicus werd in 1936 beschreven door Fukui & Morisita.